# 小科貝利亞喬克河
小科貝利亞喬克河（羅馬化：Malyi Kobeliachok）是烏克蘭的河流，位於該國中部，流經波爾塔瓦州，屬於大科貝利亞喬克河的支流，發源自小科貝利亞喬克，河道全長11公里，流域面積103平方公里。